# مارك بويد
مارك بويد (بالإنجليزية: Mark Boyd)‏ (22 أكتوبر 1981 بكارلايل في المملكة المتحدة - ) هو مدرب كرة قدم ولاعب كرة قدم بريطاني في مركز الوسط. لعب مع بورت فايل وماكليسفيلد تاون ونادي أكرينغتون ستانلي ونادي ساوثبورت ونادي سليغو روفرز ونادي بارو ونادي كارلايل يونايتد ونادي سلتيك نايشون ونادي ووركينغتون وDroylsden F.C. ‏ وGretna F.C. ‏.

## وصلات خارجية
- مارك بويد على موقع قاعدة بيانات كرة القدم.إي يو (الإنجليزية)
- مارك بويد على موقع Soccerbase.com (لاعب) (الإنجليزية)
- مارك بويد على موقع Soccerway.com (الإنجليزية)